# Dragsfjärd

Wappen der ehemaligen Gemeinde Dragsfjärd

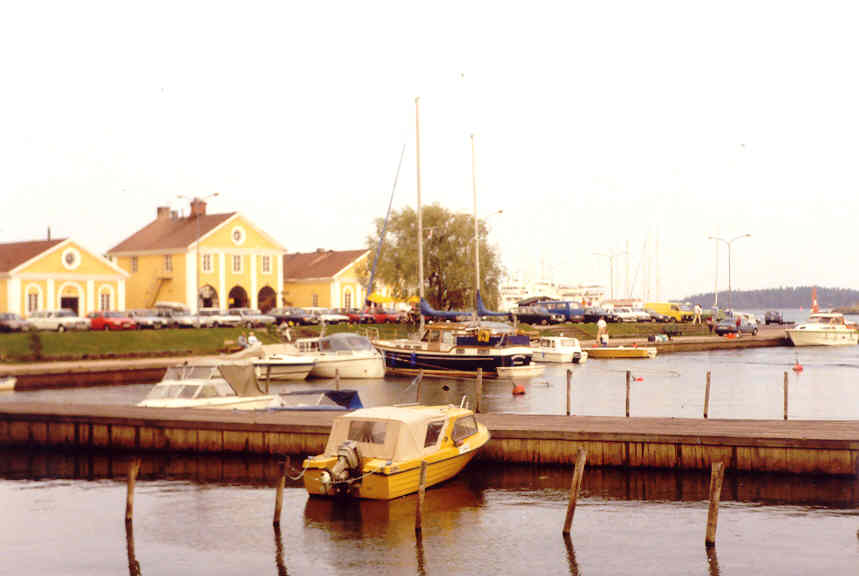
Dalsbruk

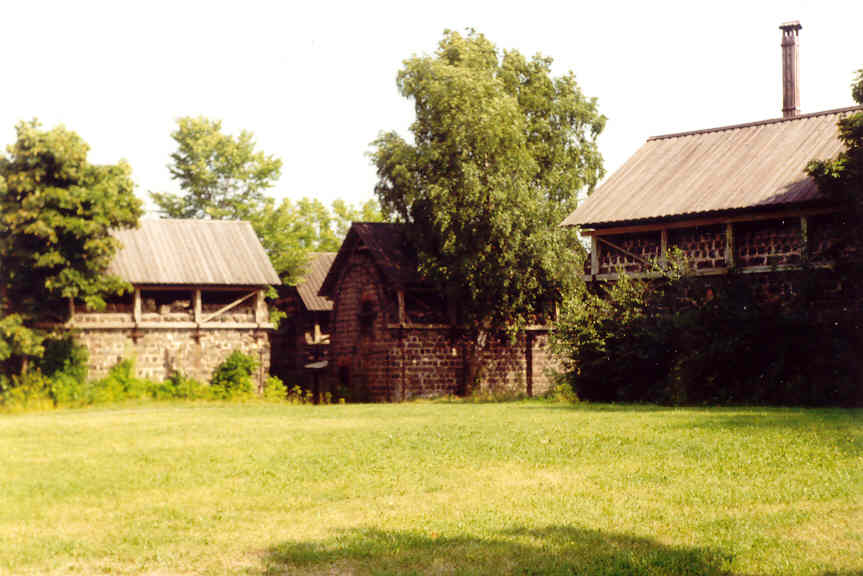
Gebäude in Dalsbruk

Dragsfjärd [ˈdragsfjæːrd] ist eine ehemalige Gemeinde im Südwesten Finnlands. Sie liegt auf der Insel Kimitoön im östlichen Teil des Schärenmeers vor der Küste der Landschaft Varsinais-Suomi. Anfang 2009 schloss sich Dragsfjärd mit den beiden anderen auf der Insel gelegenen Gemeinden Kimito und Västanfjärd zur neuen Gemeinde Kimitoön (Kemiönsaari) zusammen.
Das Gemeindegebiet von Dragsfjärd hatte eine Fläche von 280,05 km² (davon 8,12 km² Binnengewässer) und umfasste den südwestlichen Teil von Kimitoön, der zweitgrößten Insel in den finnischen Ostseegewässern, sowie die Inselgruppe von Hitis (Hiittinen). Insgesamt gehörten zu der Gemeinde 2000 Schären und Klippen, davon sind einige zig größere Inseln. Ihren Namen erhielt die Gemeinde nach dem Binnensee Dragsfjärden.
Dragsfjärd hatte zuletzt 3.284 Einwohner. Die Hälfte der Einwohner im ehemaligen Gemeindegebiet lebt im Hauptort Dalsbruk (Taalintehdas). Dalsbruk entstand um eine 1686 gegründete Eisenhütte herum. Eine Besonderheit des Ortes ist, dass die meisten Häuser aus Schlackestein, einem Nebenprodukt der Verhüttung, erbaut sind. Die ältesten erhaltenen Gebäude stammen aus dem 18. Jahrhundert. Ein weiteres wichtiges Siedlungszentrum ist Kasnäs an der Südspitze von Kimitoön. 77 % der Bewohner sind Finnlandschweden. Offiziell war die Gemeinde zweisprachig mit Schwedisch als Mehrheits- und Finnisch als Minderheitssprache.
Dragsfjärd wurde 1694 als Kapellengemeinde aus dem Kirchspiel Kimito gelöst. 1903 wurde Dragsfjärd zu einer eigenständigen Gemeinde. Die Gemeinde Hitis wurde 1969 in Dragsfjärd eingemeindet. Die Kirche von Dragsfjärd ist eine hölzerne Kreuzkirche aus den Jahren 1753–55.

## Persönlichkeiten
- Amos Valentin Anderson (1878–1961), finnischer Verleger und Kunstsammler
- Mikael Gustafsson (* 1966), schwedischer Politiker
- Sanna Tahvanainen (* 1975), finnlandschwedische Schriftstellerin